# Morpho demissa
Morpho demissa är en fjärilsart som beskrevs av Hans Ferdinand Emil Julius Stichel 1936. Morpho demissa ingår i släktet Morpho och familjen praktfjärilar. Inga underarter finns listade i Catalogue of Life.